# خیرآباد (ماه‌نشان)
خیرآباد یک روستا در ایران است که در شهرستان ماه‌نشان استان زنجان واقع شده‌است. خیرآباد ۳۷۴ نفر (۸۳ خانوار) جمعیت دارد.